# Nick Heidfeld
Nick Lars Heidfeld (Mönchengladbach, 10 de maio de 1977) é um piloto alemão. Nick começou sua carreira no kart. De 1986 a 1993, Nick competiu em diversas categorias da modalidade. Em 1994, Nick foi campeão da German Formula Ford 1600, vencendo 8 das 9 provas. Já no ano seguinte, Nick foi campeão da German International Formula Ford e segundo lugar da German Formula Ford 1800.
Em 1997, Nick competiu na F3, vencendo várias provas, foi campeão da F3 alemã e começou um grande passo em sua carreira, ao ser convidado para ser piloto de testes da McLaren.
Ele continuou nessa posição até 1999, sendo segundo da F3000 em 1998, e campeão em 1999. Foi recordista por 23 anos seguidos da subida cronometrada Goodwood hillclimb shootout do Festival de Velocidade de Goodwood, com uma marca de 41,6 segundos, pilotando um Mclaren MP4-13, superado apenas pela marca do piloto inglês Max Chilton em 2022 com 39,08 segundos .
Nick Heidfeild, participou também das 24 horas de Le Mans em 1999 correndo pela equipe AMG-Mercedes, em que correu em uma Mercedes-Benz CLR, ao lado dos pilotos Peter Dumbreck e Christophe Bouchut.

## Carreira na Fórmula 1

### Prost (2000)
Em 2000, Nick entrava na F1, pela equipe Prost. Tinha como companheiro de equipe Jean Alesi. A temporada da equipe não foi boa, não conseguindo conquistar pontos, encerrando assim sua passagem curta pela equipe.

### Sauber (2001-2003)
No ano seguinte foi para a Sauber, conseguindo um terceiro lugar no GP do Brasil. Ainda disputou as temporadas de 2002 e 2003 pela equipe. Teve como melhor temporada na equipe em 2001, quando conquistou 12 pontos e a oitava posição no mundial de pilotos, além de colaborar para a melhor posição da equipe em sua história, um quarto lugar nos construtores.

### Jordan (2004)

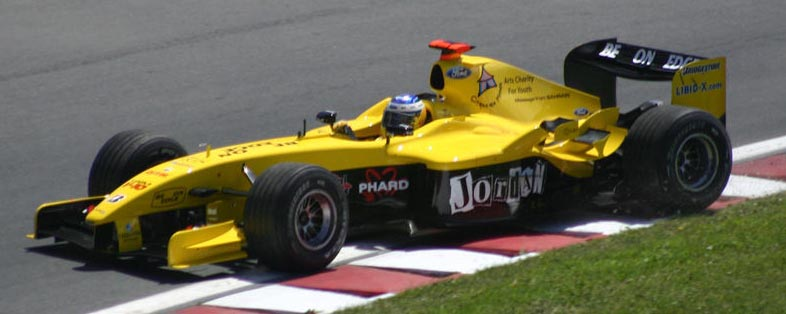
Heidfeld correndo pela Jordan no GP do Canadá de 2004.

No ano de 2004, Nick competiu pela Jordan, encontrando a equipe já muito decadente e sem equipamento competitivo. Conseguiu três pontos para a equipe e embarcando para Williams em 2005.

### Williams (2005)
No ano de 2005, Nick conquistou 3 pódios, com dois segundos lugares e um terceiro, além de uma pole position em Nürburgring. Durante a temporada, Nick se lesionou (no GP da Turquia) e teve de deixar de disputar as cinco últimas corridas, fazendo com que terminasse o campeonato com 28 pontos, na 11ª posição. Foi companheiro de equipe de Mark Webber na temporada.

### BMW Sauber (2006-2009)

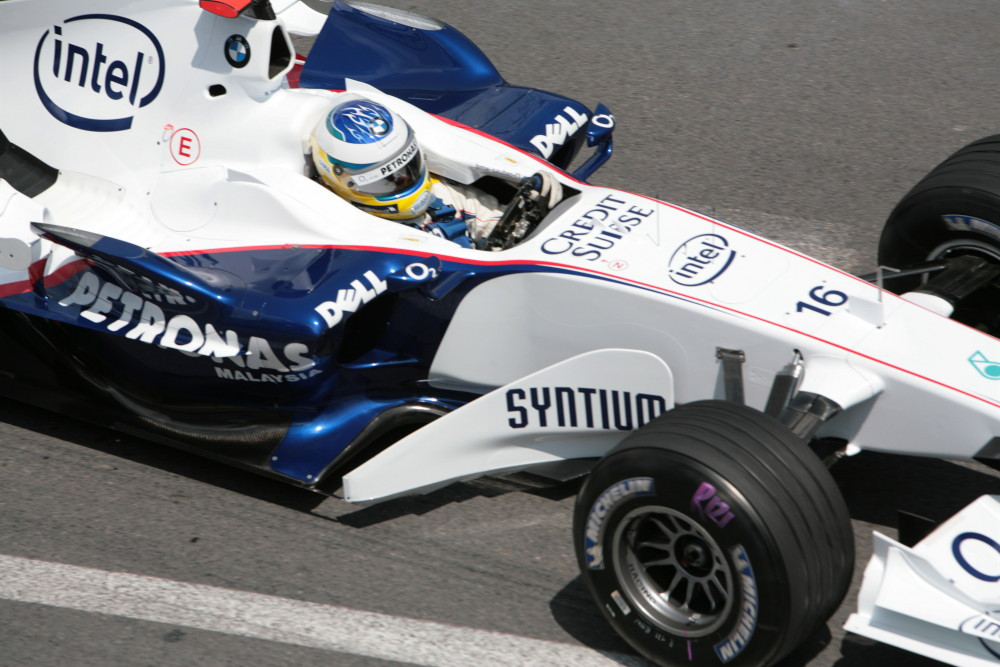
Heidfeld correndo pela BMW Sauber no GP de Mônaco de 2006.

Já em 2006, com a separação da BMW da Williams, Nick foi contratado pela primeira sendo primeiro piloto da equipe, e tendo Jacques Villeneuve como companheiro de time. Nick conquistou o primeiro pódio da nova equipe, com um terceiro lugar na Hungria, em agosto de 2006.
Em 2007 a BMW Sauber chegou como uma das favoritas, obtendo os melhores resultados durante os testes de inverno. Isso pôde ser percebido durante o GP da Austrália, quando Nick ficou com o 3° tempo no treino e o 4° na corrida, marcando os primeiros pontos da equipe no ano. Depois, conseguiu um pódio no Canadá ao chegar em 2º.

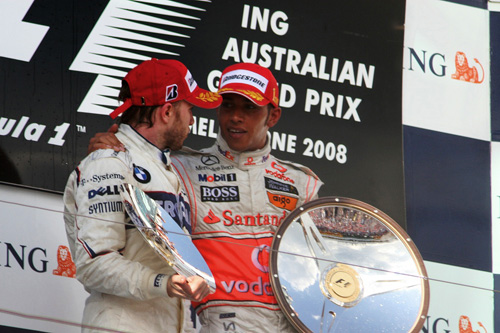
Heidfeld, que terminou em segundo lugar no GP da Austrália de 2008, com o vencedor da corrida Lewis Hamilton no pódio.

### Piloto de testes da Mercedes e Pirelli (2010)
Em 23 de Janeiro, o empresário de Nick, Andre Theuerzeit, anunciou que Nick fechou contrato com a Mercedes GP para o Campeonato Mundial de Fórmula 1 de 2010 como piloto reserva após nenhuma equipe oferecer lugar como piloto titular para a temporada.
Em agosto, o alemão Nick Heidfeld, até então piloto de testes da Mercedes, assinou contrato para testar pela Pirelli durante o desenvolvimento dos pneus. Os primeiros testes foram feitos em Mugello com o modelo TF109 da extinta equipe Toyota.

### Retorno a Sauber (2010)

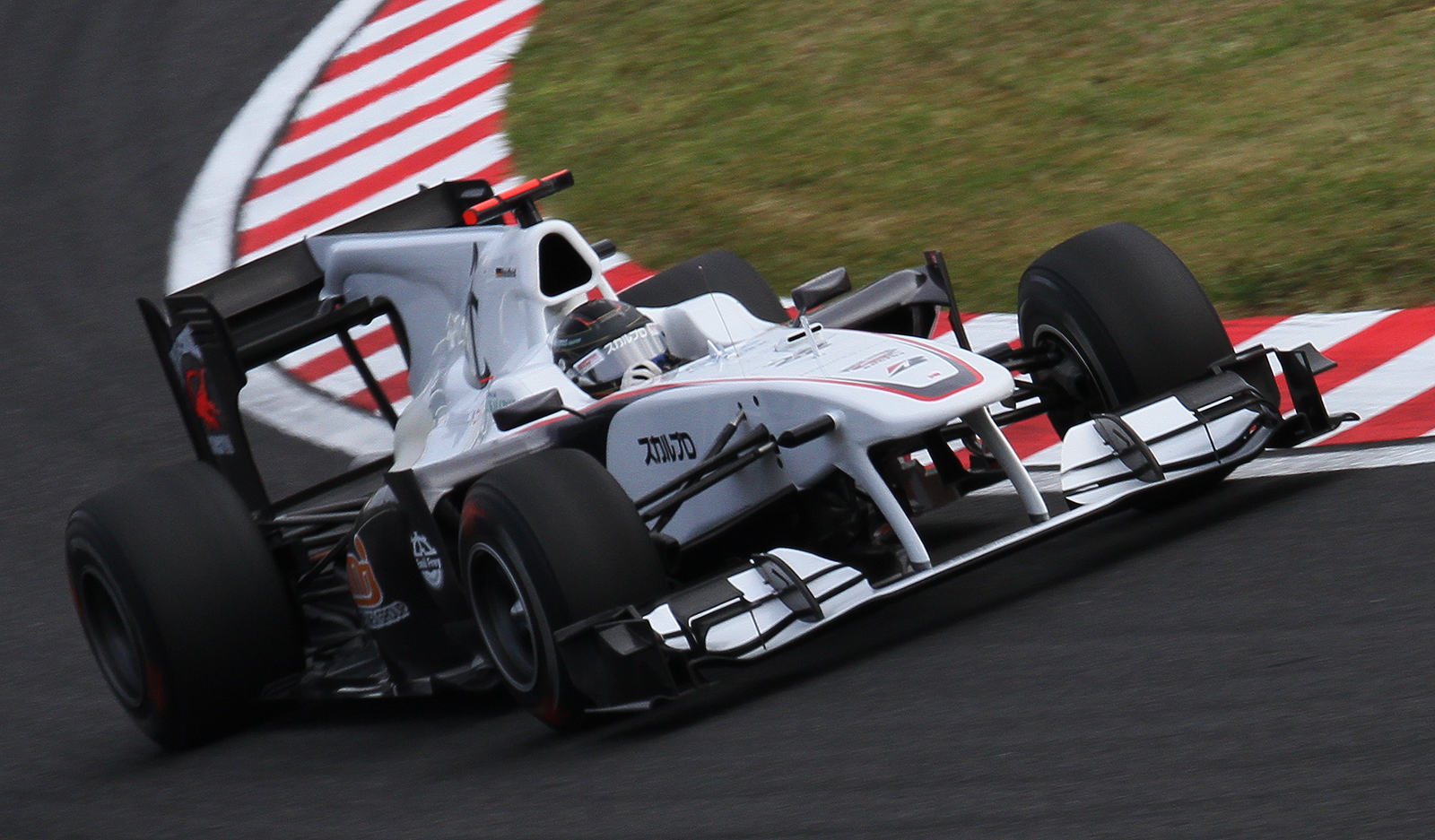
Heidfeld correndo pela Sauber no GP do Japão de 2010.

Em setembro de 2010, foi anunciado seu retorno a equipe Sauber, no lugar do espanhol Pedro de la Rosa. O piloto alemão, no entanto, não conseguiu garantir sua participação para o ano seguinte na equipe que, passando por uma situação financeira complicada, optou por um piloto que pudesse oferecer algum patrocínio.

### Lotus Renault (2011)

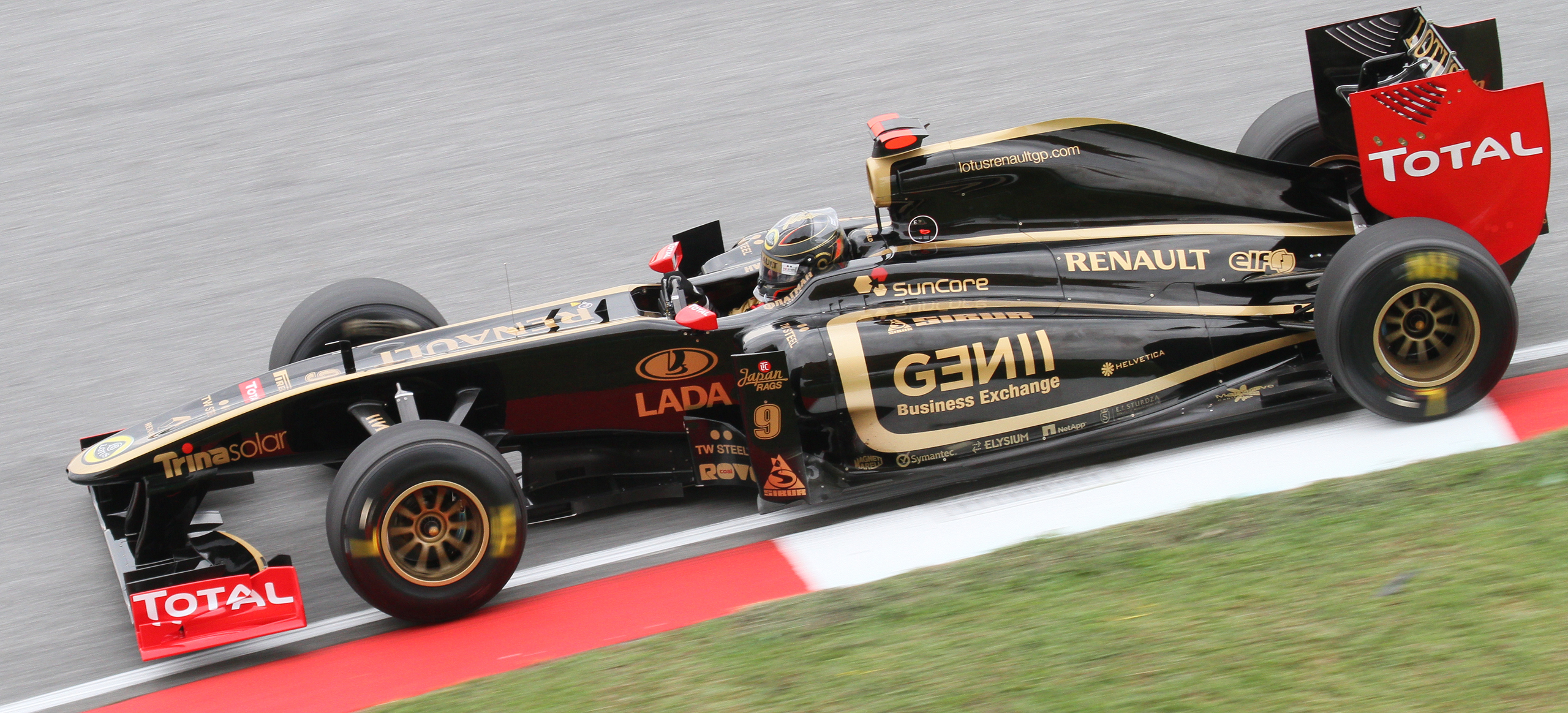
Heidfeld conseguiu seu décimo-terceiro e último pódio no GP da Malásia de 2011.

No dia 16 de fevereiro de 2011 a equipe Lotus Renault confirmou Nick Heidfeld no lugar de Robert Kubica, que acidentou-se gravemente durante a pré-temporada, enquanto disputava um Rali. No dia 10 de abril, conquistou a terceira colocação do Grande Prêmio da Malásia, segunda corrida da temporada 2011.

### Outras categorias

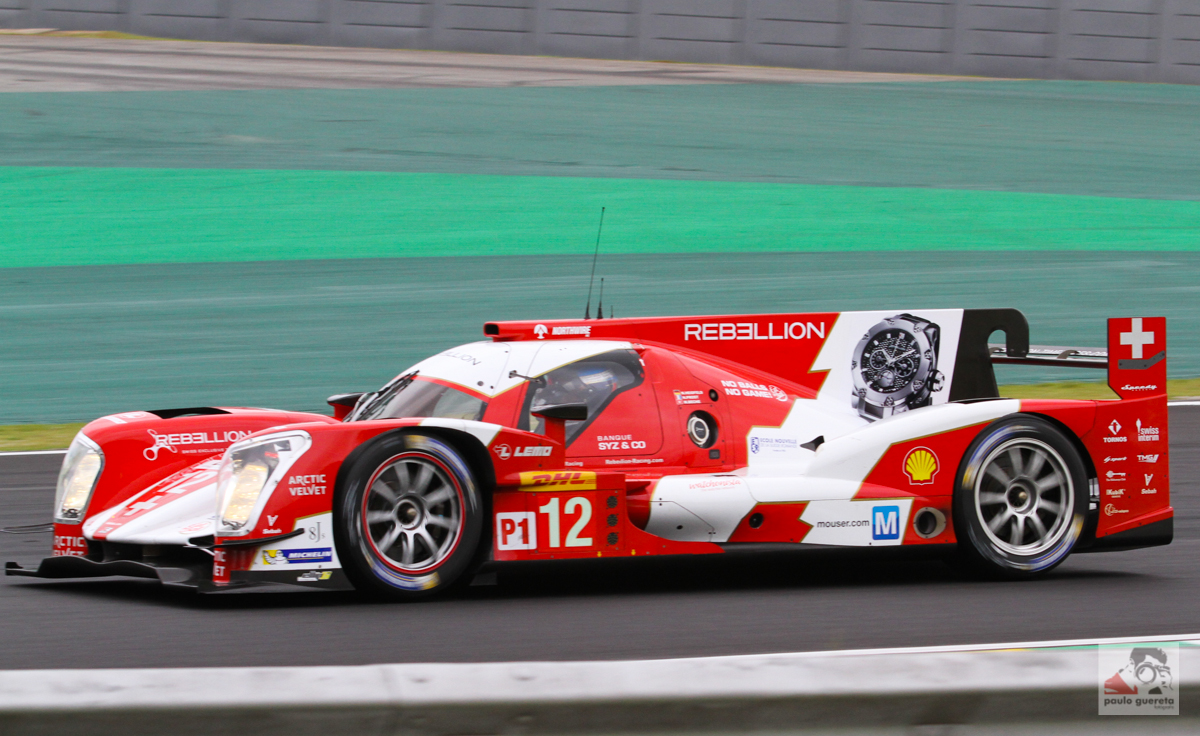
heidfel na FIA WEC em 2014.

Correu pela Fórmula E entre os anos de 2014 a 2018, na FIA WEC entre 2012 e 2016, na American Le Mans Series em 2013 e na United SportsCar Championship em 2017.

## Resultados

### Fórmula 1
(legenda) (Corridas em negrito indicam pole position) (Corridas em itálico indicam volta mais rápida)
| Temporada | Equipe                   | Chassis          | Motor                    | 1       | 2       | 3       | 4       | 5       | 6       | 7       | 8       | 9       | 10      | 11      | 12      | 13      | 14      | 15      | 16      | 17      | 18      | 19      | Classificação | Pontos |
| --------- | ------------------------ | ---------------- | ------------------------ | ------- | ------- | ------- | ------- | ------- | ------- | ------- | ------- | ------- | ------- | ------- | ------- | ------- | ------- | ------- | ------- | ------- | ------- | ------- | ------------- | ------ |
| 2000      | Gauloises Prost Peugeot  | Prost AP03       | Peugeot A20 3.0 V10      | AUS 9   | BRA Ret | SMR Ret | GBR Ret | ESP 16  | EUR DSQ | MON 8   | CAN Ret | FRA 12  | AUT Ret | ALE 12  | HUN Ret | BEL Ret | ITA Ret | EUA 9   | JAP Ret | MAL Ret |         |         | 20º           | 0      |
| 2001      | Red Bull Sauber Petronas | Sauber C20       | Petronas 01A 3.0 V10     | AUS 4   | MAL Ret | BRA 3   | SMR 7   | ESP 6   | AUT 9   | MON Ret | CAN Ret | EUR Ret | FRA 6   | GBR 6   | ALE Ret | HUN 6   | BEL Ret | ITA 11  | EUA 6   | JAP 9   |         |         | 8º            | 12     |
| 2002      | Sauber Petronas          | Sauber C21       | Petronas 02A 3.0 V10     | AUS Ret | MAL 5   | BRA Ret | SMR 10  | ESP 4   | AUT Ret | MON 8   | CAN 12  | EUR 7   | GBR 6   | FRA 7   | ALE 6   | HUN 9   | BEL 10  | ITA 10  | EUA 9   | JAP 7   |         |         | 10º           | 7      |
| 2003      | Sauber Petronas          | Sauber C22       | Petronas 03A 3.0 V10     | AUS Ret | MAL 8   | BRA Ret | SMR 10  | ESP 10  | AUT Ret | MON 11  | CAN Ret | EUR 8   | FRA 13  | GBR 17  | ALE 10  | HUN 9   | ITA 9   | EUA 5   | JAP 9   |         |         |         | 14º           | 6      |
| 2004      | Jordan Ford              | Jordan EJ14      | Ford RS2 3.0 V10         | AUS Ret | MAL Ret | BAR 15  | SMR Ret | ESP Ret | MON 7   | EUR 10  | CAN 8   | EUA Ret | FRA 16  | GBR 15  | ALE Ret | HUN 12  | BEL 11  | ITA 14  | CHN 13  | JAP 13  | BRA Ret |         | 18º           | 3      |
| 2005      | BMW Williams F1 Team     | Williams FW27    | BMW P84/5 3.0 V10        | AUS Ret | MAL 3   | BAR Ret | SMR 6   | ESP 10  | MON 2   | EUR 2   | CAN Ret | EUA DNS | FRA 14  | GBR 12  | ALE 11  | HUN 6   | TUR Ret | ITA INJ | BEL INJ | BRA INJ | JAP INJ | CHN INJ | 11º           | 28     |
| 2006      | BMW Sauber F1 Team       | BMW Sauber F1.06 | BMW P86 2.4 V8           | BAR 12  | MAL Ret | AUS 4   | SMR 13  | EUR 10  | ESP 8   | MON 7   | GBR 7   | CAN 7   | EUA Ret | FRA 8   | ALE Ret | HUN 3   | TUR 14  | ITA 8   | CHN 7   | JAP 8   | BRA 17  |         | 9º            | 23     |
| 2007      | BMW Sauber F1 Team       | BMW Sauber F1.07 | BMW P86/7 2.4 V8         | AUS 4   | MAL 4   | BAR 4   | ESP Ret | MON 6   | CAN 2   | EUA Ret | FRA 5   | GBR 6   | EUR 6   | HUN 3   | TUR 4   | ITA 4   | BEL 5   | JAP 14  | CHN 7   | BRA 6   |         |         | 5º            | 61     |
| 2008      | BMW Sauber F1 Team       | BMW Sauber F1.08 | BMW P86/8 2.4 V8         | AUS 2   | MAL 6   | BAR 4   | ESP 9   | TUR 5   | MON 14  | CAN 2   | FRA 13  | GBR 2   | ALE 4   | HUN 10  | EUR 9   | BEL 2   | ITA 5   | SIN 6   | JAP 9   | CHN 5   | BRA 10  |         | 6º            | 60     |
| 2009      | BMW Sauber F1 Team       | BMW Sauber F1.09 | BMW P86/9 2.4 V8         | AUS 11  | MAL 2‡  | CHN 12  | BAR 19  | ESP 7   | MON 11  | TUR 11  | GBR 15  | ALE 10  | HUN 13  | EUR 11  | BEL 5   | ITA 7   | SIN Ret | JAP 6   | BRA Ret | ABU 5   |         |         | 13º           | 19     |
| 2010      | BMW Sauber F1 Team       | Sauber C29       | Ferrari 056 2.4 V8       | BAR     | AUS     | MAL     | CHN     | ESP     | MON     | TUR     | CAN     | EUR     | GBR     | ALE     | HUN     | BEL     | ITA     | SIN Ret | JAP 8   | COR 9   | BRA 17  | ABU 11  | 18º           | 6      |
| 2011      | Lotus Renault GP         | Renault R31      | Renault RS27-2011 2.4 V8 | AUS 12  | MAL 3   | CHN 12  | TUR 7   | ESP 8   | MON 8   | CAN Ret | EUR 10  | GBR 8   | ALE Ret | HUN Ret | BEL     | ITA     | SIN     | JAP     | COR     | IND     | ABU     | BRA     | 11º*          | 34*    |

‡ Em corridas que não completaram 75% das voltas a pontuação é reduzida pela metade.

### 24 Horas de Le Mans
| Ano  | Entrada          | Co-pilotos                        | Carro                  | Classe | Voltas | Pos. | Class Pos. |
| ---- | ---------------- | --------------------------------- | ---------------------- | ------ | ------ | ---- | ---------- |
| 1999 | AMG-Mercedes     | Christophe Bouchut Peter Dumbreck | Mercedes-Benz CLR      | LMGTP  | 75     | DNF  | DNF        |
| 2012 | Rebellion Racing | Nicolas Prost Neel Jani           | Lola B12/60-Toyota     | LMP1   | 367    | 4º   | 4º         |
| 2013 | Rebellion Racing | Nicolas Prost Neel Jani           | Lola B12/60-Toyota     | LMP1   | 275    | 39º  | 7º         |
| 2014 | Rebellion Racing | Nicolas Prost Mathias Beche       | Rebellion R-One-Toyota | LMP1-L | 360    | 4º   | 1º         |
| 2015 | Rebellion Racing | Nicolas Prost Mathias Beche       | Rebellion R-One-AER    | LMP1   | 330    | 23º  | 10º        |
| 2016 | Rebellion Racing | Nelson Piquet Jr. Nicolas Prost   | Rebellion R-One-AER    | LMP1   | 330    | 29º  | 6º         |